# Денні Олсен
Денні Олсен (11 червня 1985) — колишній данський футболіст, який грав за «Хобро ІК», «Відовре ІФ», «Академіск БК», «Нордшелланн», сім сезонів у ФК «Мідтьюлланн» і три сезони в «Орхусі».

## Клубна кар'єра
Денні Олсен зіграв 29 матчів і забив 10 голів за час свого перебування у складі «Нордшелланн». Він був представлений у січні 2007 року у складі «Мідтьюлланн». У нього був контракт з ФК «Мідтьюлланн» до кінця 2013 року, після чого він перейшов до «Орхуса».

### Орхус
У «Орхус» Денні Олсен отримав контракт на 3,5 роки з 1 січня 2014 року. Однак його новий клуб вилетів з Суперліги, і він був зацікавлений в тому, щоб піти, але йому це не вдалося. Ольсен залишився в «Орхусі» і допоміг команді повернутися до Суперліги, де, возз'єднався зі своїм колишнім тренером у «Мідтьюлланні» Гленом Ріддерсхольмом, влітку 2016 року його призначили одним із тренерів команди.
Коли його контракт закінчився 30 червня 2017 року, «Орхус» і Денні Олсен не домовилися про продовження.

### Хобро І.К
Олсен підписав дворічний контракт з «Хобро ІК» 5 липня 2017 року на правах вільного агента, де отримав футболку з номером 9. У другому з двох сезонів контракту він був дуже схильний до травм і тому вирішив завершити свою активну кар'єру після закінчення контракту влітку 2019 року.

## Виступи за збірну
Денні Олсен брав участь у поїздці національної збірної до Азії у 2009 році, де зіграв два неофіційні матчі та забив один гол.
Він офіційно дебютував за національній збірній Данії з футболу в товариському матчі проти Англії 5 березня 2014 року, який закінчився поразкою з рахунком 0:1 на «Вемблі». Однак через те, що «Орхус» вибув із Данської Суперліги, його більше не розглядали як кандидата в національну команду.

## Особисті відносини
Його брат-близнюк — футболіст Кенні Олсен.